# Raskravallerna i Harrison
Raskravallerna i Harrison var två raskravaller som inträffade 1905 och 1909 i Harrison, Arkansas. Stadens afroamerikanska invånare blev utdrivna på grund av rasistiskt våld, och Harrison blev en ”sundown town” (solnedgångsstad) där afroamerikaner var förbjudna att bo.

## Bakgrund
En järnväg, Missouri and North Arkansas Railroad, byggdes i området på 1900-talet, och många afroamerikaner hade kommit till Harrison och andra städer i närheten för att jobba på järnvägen. Harrison hade ett liten svart befolkning som omfattade 115 människor år 1900, enligt folkräkningen. Järnvägen gick i konkurs den 1 juli 1905, och många arbetslösa afroamerikaner bosatte sig i Harrison, där de inte var inte välkomna på grund av sin självständighet. (I södra USA under 1900-talet förväntades afroamerikaner att visa respekt för alla vita.)

## Kravallerna
Den 2 oktober 1905 stormade en vit mobb stadens fängelse och förde bort de svarta fångarna. Vid stadsgränsen misshandlade mobben afroamerikanerna och varnade dem för att återkomma till Harrison. Efteråt ställde mobben till ett upplopp i den svarta delen av Harrison där de brände ner många hus och uppmanade folket att lämna staden snarast. Den 7 oktober 1905 dödades den svarte järnvägsarbetare J. E. Hibdon av en medlem av mobben.
Många afroamerikaner lämnade staden, men några stannade kvar. Den 18 januari 1909 greps en afroamerikan vid namn Charles Stinnet, misstänkt för våldtäkt. Därefter tog en mobb snabbt form för att lyncha honom, men han skickades iväg och dömdes sedan till döden. De flesta av stadens afroamerikaner flydde p.g.a. skräcken för lynchning. Bara en afroamerikan, Alecta Caledonia Melvina Smith, stannade kvar.

## Efter kravallerna
Nuförtiden har Harrison få afroamerikanska invånare. Staden Zinc, i närheten av Harrison, har blivit ett högkvarter för organisation Ku Klux Klan.